# Granite State
"Granite State" é o décimo quinto episódio da quinta temporada da série televisiva de drama estadunidense Breaking Bad, e o 61.º episódio da série e o penúltimo episódio em geral. Foi dirigido e escrito por Peter Gould, e foi ao ar na AMC nos Estados Unidos e Canadá em 22 de setembro de 2013. O episódio foi aclamado pela crítica. O The Ringer classificou "Granite State" como o 7.º melhor dos 62 episódios de Breaking Bad.